# Giampiero Stabile
Giampiero Stabile (Sapri, 1951 – Salerno, 1984) è stato un filosofo italiano.

## Biografia
Laureatosi a Napoli con una tesi sulla filosofia europea dei valori, divenne ricercatore di Storia della Filosofia all'Università di Salerno. Già in giovanissima età pubblicò saggi su Eugène Dupréel, sulla scuola di Budapest, su Montaigne e sulla Heller apparsi su "Prassi e teoria", "Aut Aut", "Studi di filosofia politica e diritto", "il Centauro", "Ombre rosse", riviste tra le più prestigiose nel panorama della pubblicistica filosofica italiana; collaborò inoltre, con Pierangelo Schiera, alla direzione della collana di testi e studi "Relox" della casa editrice Bibliopolis di Napoli..
Nel 1985 l'Università di Salerno dedicò un convegno di studi alla sua memoria: "La saggezza moderna. Temi e problemi dell'opera di Pierre Charron".

## Biblioteca personale
Il fondo, acquisito nella seconda metà degli anni Ottanta, rappresenta solo una piccola porzione della biblioteca privata di Giampiero Stabile, infatti la consistenza attuale si aggira intorno ai 650 volumi altri libri sono in possesso del Dipartimento di Filosofia dell'Università di Salerno. 
Le edizioni presenti nel fondo coprono un arco di tempo che va dal 1925 al 1984. Tuttavia la consistenza maggiore ricopre gli anni Settanta, periodo intorno a cui si è formata la personalità scientifica di Giampiero Stabile.
I libri del fondo sottolineano l'interesse verso la critica marxista e la scuola di Budapest (moltissimi i volumi degli Editori Riuniti). Degni di attenzione alcuni esemplari caratteristici degli anni Settanta, come ad esempio quelli della collana "I gabbiani" del Saggiatore o ancora la collana quasi completa degli "Opuscoli marxisti" (poi "Opuscoli") della Feltrinelli, i volumi della collana "Biblioteca di nuova cultura" della Mazzotta, e quelli della "Scienza nuova" della Dedalo: collane radicalmente trasformate nei successivi anni o sostituite da altre; talora nate solamente per offrire testi economici che rispondessero ai bisogni di una maggiore diffusione culturale. Sono presenti anche dei volumetti allegati a periodici di partito (PCI e PSI) e le pubblicazioni dell'Istituto di Filosofia dell'Università di Salerno.

## Pubblicazioni
Monografie
- Valore morale e società nel pensiero di Eugène Dupréel, Salerno, Università degli studi di Salerno, Facoltà di magistero, 1976, 116 p.
- Soggetti e bisogni : saggi su Agnes Heller e la teoria dei bisogni, Firenze, La Nuova Italia, 1979, 155 p.

Monografie in collaborazione e a cura di
- Vittorio Dini e Giampiero Stabile, Saggezza e prudenza : studi per la ricostruzione di un'antropologia in prima età moderna, Napoli, Liguori, 1983, 229 p.
- Pierre Charron, Piccolo trattato sulla saggezza, Napoli, Bibliopolis, 1985, 130 p.

Articoli di riviste
- Umanesimo e rivoluzione nel pensiero di Agnés Heller, in «Prassi e teoria : rivista di filosofia della cultura», A. 4, n. 3, 1977, p. 381-420